# Oussama Nabil
Oussama Nabil (en arabe : أسامة نبيل), né le 18 février 1996, est un athlète marocain.

## Carrière
Oussama Nabil remporte la médaille d'or du 800 mètres aux Championnats panarabes 2017 à Radès ainsi qu'aux Jeux de la Francophonie de 2017 à Abidjan. Il est ensuite médaillé de bronze du 800 mètres aux Jeux africains de 2019 à Rabat.
Il dispute le 800 mètres masculin aux championnats du monde d'athlétisme 2019 à Doha ; le Marocain est disqualifié au stade des demi-finales.
Oussama Nabil obtient ensuite la médaille d'argent sur 800 mètres aux Championnats panarabes d'athlétisme 2021 à Radès.
Il est médaillé de bronze sur 800 mètres aux Jeux de la Francophonie de 2023 à Kinshasa.